# Furmientu
La Asociación Cultural Zamorana Furmientu es una asociación del ámbito cultural zamorana. Nació de manera oficial el 22 de junio de 2004, aunque su actividad se remonta a 2002, surgiendo como convergencia de otras iniciativas similares (Zamoranos pola Llingua y Facendera pola Llingua de Zamora).

## Razón de ser
Furmientu surge ante la ausencia de iniciativas por parte de las instituciones zamoranas en favor del patrimonio lingüístico propio de las comarcas zamoranas. De las tres lenguas habladas en el territorio provincial: castellano, gallego y asturleonés, esta última se encuentra en una situación crítica tras un proceso secular de pérdida de hablantes. Esta asociación aboga por la no politización de la lengua y considera que leonés, asturiano y mirandés son la misma lengua, por lo que se inclina por la denominación de «asturleonés» para denominarlos conjuntamente.

## Fines
El esfuerzo de la asociación se encamina preferentemente al estudio, divulgación, conservación, dignificación y desarrollo de las variedades locales del asturleonés usadas en las comarcas del occidente provincial: sanabrés, alistano, carballés... Pero el interés y la labor de Furmientu se extiende a los rasgos leoneses del castellano hablado y también a las variedades del gallego habladas en el oeste y el sur de la comarca de Sanabria, en el extremo noroccidental de la provincia de Zamora.

## Actividades
- Entre las actividades que viene desarrollando la asociación para la consecución de los fines se pueden destacar:[2]
- Ha firmado conjuntamente con otras asociaciones en defensa del asturleonés tanto en 2010 como en 2012 y 2013 una solicitud hacia la Junta de Castilla y León para solicitar el cumplimiento del artículo 5.2 del Estatuto de Autonomía de Castilla y León.
- Ha colaborado en la elaboración de un cartel[3][4] con nombres en asturleonés de animales junto con la asociación Faceira y El Teixu.

- Ha publicado cuatro libros, la reedición de "El habla de la Tierra de Aliste" (2016) de José María Baz, "Xeira, compendio gramatical de sanabrés (2021) de Severino Alonso, "Diccionario de voces diferenciales de la zona Norte de los Valles (Entrevalles, Vidriales, Eria-Órbigo)" (2022) de Manuel Pérez Pérez y "El Llumbreiru, antoloxía de literatura asturllionesa en Zamora" (2024), libro de una veintena de autores zamoranos que recopila más de un centenar de obras literarias. [5]

- Edición de un boletín trimestral llamado El Llumbreiru[6] con secciones de noticias, convocatorias, artículos de divulgación y opinión en castellano y en leonés  y creación literaria en leonés. En marzo de 2005 se editó el número 1 de esta publicación y en junio de 2024  salió a la calle el número 77.
- Convocatoria anual de un concurso de vocabularios y toponimia tradicionales zamoranos. En abril de 2006 se convocó la primera edición y en julio de 2013 se convocó la octava, fallada en febrero de 2014.
- Ciclos de conferencias sobre la cultura tradicional de la provincia de Zamora, con especial énfasis en el patrimonio lingüístico. En marzo de 2004 tuvo lugar la primera edición y en enero de 2018 se celebró la decimosexta edición de estas Jornadas de Cultura Tradicional.
- Organización, en colaboración con el Instituto de Estudios Zamoranos de jornadas divulgativas sobre el leonés en la provincia de Zamora.
- Charlas divulgativas sobre el patrimonio lingüístico zamorano en diversas localidades de la provincia. Otras actividades como exposiciones divulgativas y propuestas a ayuntamientos para la recuperación de la toponimia y el uso de nombres vernáculos en carteles, letreros, etc.
- Desde Furmientu se está impulsando el uso del asturleonés (principalmente en sus variedades zamoranas) como lengua escrita, plasmado en la creación y publicación de poemas, cuentos y traducciones en estas variedades. Así, la sección de literatura de "El Llumbreiru" recoge hasta el momento obras originales y traducciones de hasta 16 autores diferentes.
- En noviembre de 2009 nace la revista electrónica Faceira, orientada a la investigación y divulgación del patrimonio cultural leonés, creada también con la voluntad de servir de punto de encuentro para el dominio lingüístico asturleonés con el fin de estrechar lazos con los territorios vecinos con los que históricamente se comparten raíces.[7] En febrero de 2012 salió a la luz el número 2 de "Faceira".
- Semanalmente participa con un artículo en "El Dominical" de La Opinión de Zamora, tratando temas como la literatura asturleonesa en Zamora, el léxico o haciendo reseñas bibliográficas.

## Reivindicaciones
- En octubre del año 2005 Furmientu y las asociaciones culturales  Facendera pola Llengua Llionesa y Junta por la Defensa de la Lengua Asturiana emiten un comunicado conjunto en el que piden, atendiendo al debate de la reforma estatutaria en Asturias y en Castilla y León, responsabilidad a los representantes políticos para lograr el máximo grado posible de protección, estatus jurídico y normalización del idioma. En ese sentido estas asociaciones entienden que es interesante el uso de un término común para referirse al idioma que, en línea con la realidad sociopolítica de León y Zamora, no cree confusión ante las instituciones españolas y europeas, y deje claro que se está hablando de la misma lengua que la que se menciona en el Estatuto de Autonomía de Asturias.[8]

- En noviembre de 2008 Furmientu presentó ante la Junta de Castilla y León una solicitud pidiendo para el leonés la declaración de Bien de Interés Cultural. El objetivo buscado por la asociación es lograr el reconocimiento de la lengua leonesa como una expresión más de la riqueza cultural de esta comunidad autónoma española.

- En marzo de 2009, la asociación cultural zamorana Furmientu presentó ante el procurador del Común de Castilla y León una queja frente a la Consejería de Educación y la Consejería de Cultura y Turismo,[9] solicitándole que instara a dichas consejerías a desarrollar y llevar a cabo los aspectos recogidos en el artículo estatutario n.º 5.2.[10] Como consecuencia de esa queja en mayo de 2009 el procurador del Común criticó al gobierno autonómico por no fomentar el leonés, pese a figurar en el propio estatuto, y dio la razón a Furmientu enviando a la administración autonómica una resolución formal instando a "...impulsar la correspondiente iniciativa legislativa a través del pertinente proyecto".[11]

- En marzo de 2010, esta asociación solicitó a la Junta de Castilla y León la traducción del Estatuto de Autonomía a las lenguas leonesa y gallega, lenguas reconocidas legalmente por dicha norma básica como parte del patrimonio cultural de Castilla y León.

- En junio de 2010, las asociaciones de defensa del leonés Furmientu, Facendera pola llengua, La Caleya y El Teixu enviaron un informe para la Secretaría para la Carta Europea de las Lenguas Regionales y Minoritarias del Consejo de Europa en el que denunciaban la inactividad de la Junta de Castilla y León para proteger esta lengua. En este informe las asociaciones citadas hacen especial hincapié en la ausencia de un desarrollo normativo del artículo 5.2 del Estatuto de Autonomía, que otorga reconocimiento legal a esta lengua romance y en el que se establece que "El leonés será objeto de protección específica por su particular valor dentro del patrimonio lingüístico de la Comunidad. Su protección, uso y promoción serán objeto de regulación". Como consecuencia, en octubre de 2012 el Consejo de Europa, en el tercer informe de la Comisión de Expertos sobre las lenguas minoritarias en relación con España, reprocha a la Junta de Castilla y León la falta de protección del leonés y alienta a las autoridades a tomar medidas enérgicas para promoverlo.

- En febrero de 2011, Furmientu constituye, junto a otras 10 asociaciones culturales de Zamora, Salamanca y León, la PLataforma de Asociaciones en Defensa del Leonés y del Gallego. Las entidades firmaron un manifiesto conjunto exigiendo a la Junta de Castilla y León que cumpla el Estatuto de Autonomía y proteja ambas lenguas.

- En mayo de 2012, el grupo político ADEIZA presenta, a instancias de Furmientu, una moción urgente en el pleno de la Diputación de Zamora en la que se proponen medidas para la protección de las lenguas leonesa y gallega habladas en la provincia. La moción recibe los votos favorables de tres de los cuatro grupos representados en la institución (ADEIZA, PSOE e IU) pero es rechazada por el grupo mayoritario PP.

## Medios de comunicación
Las actividades de Furmientu se han hecho eco en diferentes medios de comunicación de ámbito provincia o regional como los periódicos La Opinión de Zamora, Diario de León, El Norte de Castilla o Les Noticies.